# La curva di Lesmo
La curva di Lesmo è la prima storia a fumetti di Valentina, celebre personaggio creato da Guido Crepax. Inizialmente concepita come un'avventura del supereroe Neutron e pubblicata sulla rivista linus, la storia è stata ampliata in occasione della prima pubblicazione su libro con un prologo in cui Valentina legge Il duplice delitto della Via Morgue di Edgar Allan Poe, in cui è inclusa la trasposizione a fumetti del racconto.

## Trama
A New York, un colpo fallito nel Bronx porta alla luce le capacità di Neutron, un supereroe con il potere di paralizzare persone e oggetti con lo sguardo. Neutron scopre un complotto ordito da Mr. Carothers, che inscena finti incidenti per intascare ricche eredità, e che mira a eliminare Jimmy Johnson, campione di Formula 1, durante il Gran Premio di Monza.
Nel frattempo, il critico d'arte Philip Rembrandt arriva in Italia per una vacanza, accompagnato dall'architetto Leo Pellegrini e dalla fotografa Valentina Rosselli. Contemporaneamente, giungono anche i sicari di Carothers, "Fatty" Joe Palmieri e Buck Flanagan, con il compito di uccidere Johnson.
Durante il Gran Premio di Monza, Flanagan tenta di sparare a Johnson, ma Neutron, attraverso una microtelecamera, neutralizza ogni tentativo, garantendo la vittoria al pilota. Furioso per il fallimento, Carothers ingaggia Theo Roehm "L'olandese" e decide di intervenire personalmente.
A Venezia, dove Philip e Valentina si scambiano il primo bacio, Johnson sfugge a un attentato in motoscafo, nuovamente grazie all'intervento di Neutron. Successivamente, in Sicilia, l'elicottero di Carothers viene fatto precipitare da Neutron. Sul luogo, Carothers spinge giù da una scogliera Stella, moglie di Johnson (inizialmente complice di Carothers, che si era infine ribellata a lui). Neutron interviene, bloccando Carothers, che viene condannato per l'omicidio.
La vicenda si conclude con il ritorno di Philip a New York e la fine della vacanza per i protagonisti.

## Personaggi

### Philip Rembrandt / Neutron
Inizialmente concepito da Crepax come il protagonista di una serie di fumetti di genere supereroistico, Neutron agisce per sventare i colpi dai gangster a New York usando il suo potere paralizzatore; è in grado infatti di bloccare sia oggetti meccanici che persone tramite il suo sguardo. Nell'episodio successivo I Sotterranei verrà esplorata l'origine di questo suo potere. Inoltre fa uso di dispositivi tecnologici all'avanguardia come microtelecamere e microfoni nascosti. Nella vita di tutti i giorni Neutron è Philip Rembrandt, critico d'arte di origine olandese, che ospita salotti intellettuali a casa sua. In Italia conosce Valentina, con cui inizia ad intraprendere una relazione sentimentale.

### Mr. Carothers
Principale antagonista della storia, Mr. Carothers è a capo di un'organizzazione criminale che obbliga donne affascinanti a sposare uomini molto ricchi in modo da poterli assassinare (simulando incidenti) per incassarne l'eredità. Viene mostrato come un collezionista di opere d'arte senza scrupoli.

### Jimmy Johnson
Campione di Formula 1 e marito di Stella, è il principale obiettivo del piano di Mr. Carothers. Ignaro della complicità di sua moglie con l'organizzazione di Mr. Carothers, si lascia manipolare facilmente ed è ripetutamente salvato dagli interventi di Neutron.

### Stella Johnson
Moglie di Jimmy Johnson, agisce per conto di Mr. Carothers. Mentre i piani di assassinio del pilota continuano a fallire, Carothers diviene sempre più impulsivo e Stella mostra sempre più dubbi fino a volersi tirarsi indietro, scatenando l'ira del suo capo. Alla fine il confronto tra i due si conclude su una scogliera in Sicilia, dove Stella si ribella apertamente a Carothers, il quale la spinge giù uccidendola e condannando se stesso alla prigione.

### Valentina Rosselli
Giovane fotografa milanese, in questo primo episodio ha un ruolo secondario rispetto a quello di Neutron, ma successivamente prenderà il sopravvento diventando protagonista della serie.

### "Fatty" Joe Palmieri e Buck Flanagan
I due sgherri di Mr. Carothers mandati ad eseguire il primo piano per uccidere Johnson (durante la gara di Formula 1). Dopo il fallimento Carothers ordina la loro uccisione.

### Theo Roehm "L'olandese"
Altro agente di Mr. Carothers, incaricato inizialmente di eliminare Palmieri e Flanagan e successivamente di assistere il capo nel suo intervento personale per assassinare Johnson.

## Pubblicazioni
- linus maggio/novembre 1965[1][2][3][4][5][6][7]
- Milano Libri (Valentina in giallo) ottobre 1976
- RCS (Volume 1) 2007
- Salani (Biografia di un personaggio) 2010
- Mondadori (Volume 23) 2015